# Melodie des Schicksals
Melodie des Schicksals ist ein deutsches Filmdrama von 1950 unter der Regie von Hans Schweikart. Die Hauptrollen sind mit Brigitte Horney, Viktor de Kowa und Mathias Wieman besetzt.

## Handlung
Der berühmte Dirigent Ewald Bergius gibt nach einer großen, sehr erfolgreichen Auslandstournee in seiner Heimatstadt ein ausverkauftes Gastspiel. In seiner Garderobe wird auf ihn geschossen. Täter ist Bergius’ ehemaliger Freund, der Komponist Martin Ehrling, der sich zur Sache nicht äußern will. Martins Frau Carola erzählt dem Kommissar, wie es zu der verhängnisvollen Tat kommen konnte: Carola, eine begabte Pianistin, war eng mit Bergius befreundet, bevor sie die Frau von Ehrling wurde, der seinerzeit nach vor Abschluss seines Studiums in die USA ging und dann weltweit Erfolge feierte. Jahrelang habe er nichts von sich hören lassen. Vor einem Monat sei Bergius dann zurückgekommen. Das alte Gefühl füreinander sei immer noch da gewesen, und man habe sich ihm hingegeben. Martin habe auf die Eröffnung bitter reagiert und sei, wie die Tat zeige, wohl sehr verzweifelt gewesen.
Nach ihrer Vernehmung im Kommissariat besucht Carola Bergius im Krankenhaus und teilt ihm mit, dass es keine gemeinsame Zukunft für sie und ihn geben könne, da sie beide mitschuldig an dem seien, was passiert sei. Bergius leidet sehr unter Carolas Entschluss. Nach seiner Genesung besucht er Ehrling sogar im Gefängnis und will ihm die Hand zur Versöhnung reichen; der ehemalige Freund wendet sich jedoch brüsk von ihm ab. In der Folgezeit wird klar, dass Bergius körperlich zwar wieder hergestellt ist, seine Seele dagegen keinen Frieden findet. Der alte Erfolg will sich nicht wieder einstellen. Ruhelos taucht er an verschiedenen Orten in der Welt auf und gibt sich schnöden Vergnügungen hin. Ehrling hingegen setzt im Gefängnis die Arbeit an seinem Klavierkonzert fort, das er schon vor langer Zeit begonnen und nie fertiggestellt hatte. Wegen einwandfreier Führung wird seine Strafe um ein Drittel verkürzt. Ehrling ist wieder frei und kann in sein Heim und zu Carola zurückkehren.
Mit der befreundeten Betty Müller spannt Carola nach den Strapazen der vergangenen Zeit einige Tage an der Riviera aus. Dort feiert man gerade Karneval, und hier sieht Carola Ewald Bergius wieder. Gemeinsame schöne Stunden folgen. Während Ewald glücklich von einer gemeinsamen Zukunft spricht, stiehlt sich Carola heimlich davon. Sie weiß nicht ein noch aus. Auf der einen Seite das Verantwortungsgefühl für ihren Mann, auf der anderen Seite die große Liebe zu Ewald. Ein schwerer Herzanfall ist die Folge. Bergius bittet Martin, nach Nizza zu kommen. Endlich kommt es zu einer Aussprache zwischen dem Paar. Martin gibt Carola indirekt zu verstehen, dass er sie freigibt. Sein Klavierkonzert, das den Titel Carola trägt, dürfe niemand anders spielen als sie, und Ewald solle es dirigieren. Also müsse sie schnell wieder gesund werden. Und so geschieht es. Ewald findet zu seiner alten Qualität als Dirigent zurück, Carola spielt großartig, und Martin findet seine Berufung in der Musik. Er weiß nun, dass man sich der Melodie des Schicksals fügen muss und nichts erzwingen kann.

## Produktionsnotizen
Produktionsfirma war die Junge Film-Union Rolf Meyer (Hamburg), Meyer hatte auch die Gesamtleitung inne. Die Produktionsleitung lag bei Helmuth Volmer und die Aufnahmeleitung bei Heinz Fiebig und Curt Berg. Der Film wurde im Atelier Bendestorf sowie im UFA Film-Studio Berlin-Tempelhof gedreht. Die Außenaufnahmen entstanden in Hamburg und Lindau im Bodensee. Die Filmbauten lagen in der Hand von Franz Schroedter. Für die Maske waren Käthe Koopmann und Alois Woppmann verantwortlich, für die Kostüme Herbert Ploberger und für den Ton Fritz Schwarz und Martin Müller. Es erklingt das 5. Konzert des Philharmonischen Orchesters, Gastdirigent: Ewald Bergius.
Der Schwarzweißfilm hatte eine Länge von 2440 m, was 89 Minuten entspricht. Am 5. Oktober 1950 fand unter der Nummer 01946 eine FSK-Prüfung statt, in der der Film ab 16 Jahren freigegeben wurde mit dem Zusatz „nicht feiertagsfrei“. Uraufgeführt wurde Melodie des Schicksals am 6. Oktober 1950 in den Weltspielen in Hannover.

## Kritik
Für das Lexikon des internationalen Films stellte sich der Film als „Pseudotragischer Humbug im Illustrierten-Stil“ dar.
Prisma sprach von einer „Spannende[n] Dreiecksgeschichte“.